# Bishop (Georgia)
Bishop è un comune degli Stati Uniti d'America, situato nello Stato della Georgia, nella contea di Oconee.